# Alfredo Casella

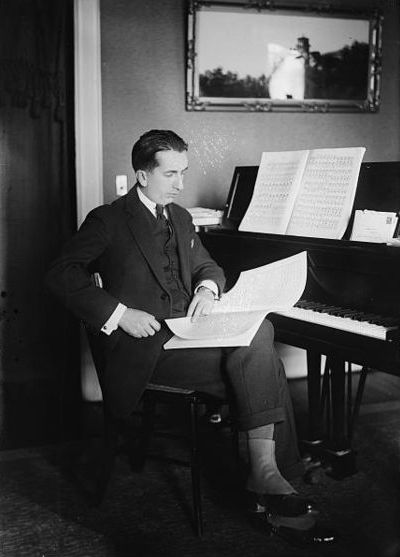
Alfredo Casella

Alfredo Casella, född 25 juli 1883 i Turin, död 5 mars 1947 i Rom, var en italiensk tonsättare och pianist.
Casella var elev i Paris till Louis Diémer i piano och Gabriel Fauré i komposition. Mellan 1915 och 1923 var han efterträdare till Giovanni Sgambati som lärare vid Liceo musicale di San Cecilia i Rom. Han har komponerat pianomusik, kammarmusik, tre symfonier, orkesterrapsodier Italia (1909), Pagine di guerra (5 symfoniska "krigsfilmer", 1917), ett flertal baletter, däribland Ballets suédois (1924), operan La donna serpente (1932) och sånger. Casella var även verksam som dirigent, kritiker och skriftställare.